# Ophiorrhiza glechomifolia
Ophiorrhiza glechomifolia är en måreväxtart som beskrevs av George Henry Kendrick Thwaites. Ophiorrhiza glechomifolia ingår i släktet Ophiorrhiza och familjen måreväxter. Inga underarter finns listade i Catalogue of Life.